# NGC 960
NGC 960 je galaksija u zviježđu Kit.

## Vanjske poveznice
- SEDS: NGC 960